# Salsa para mojar

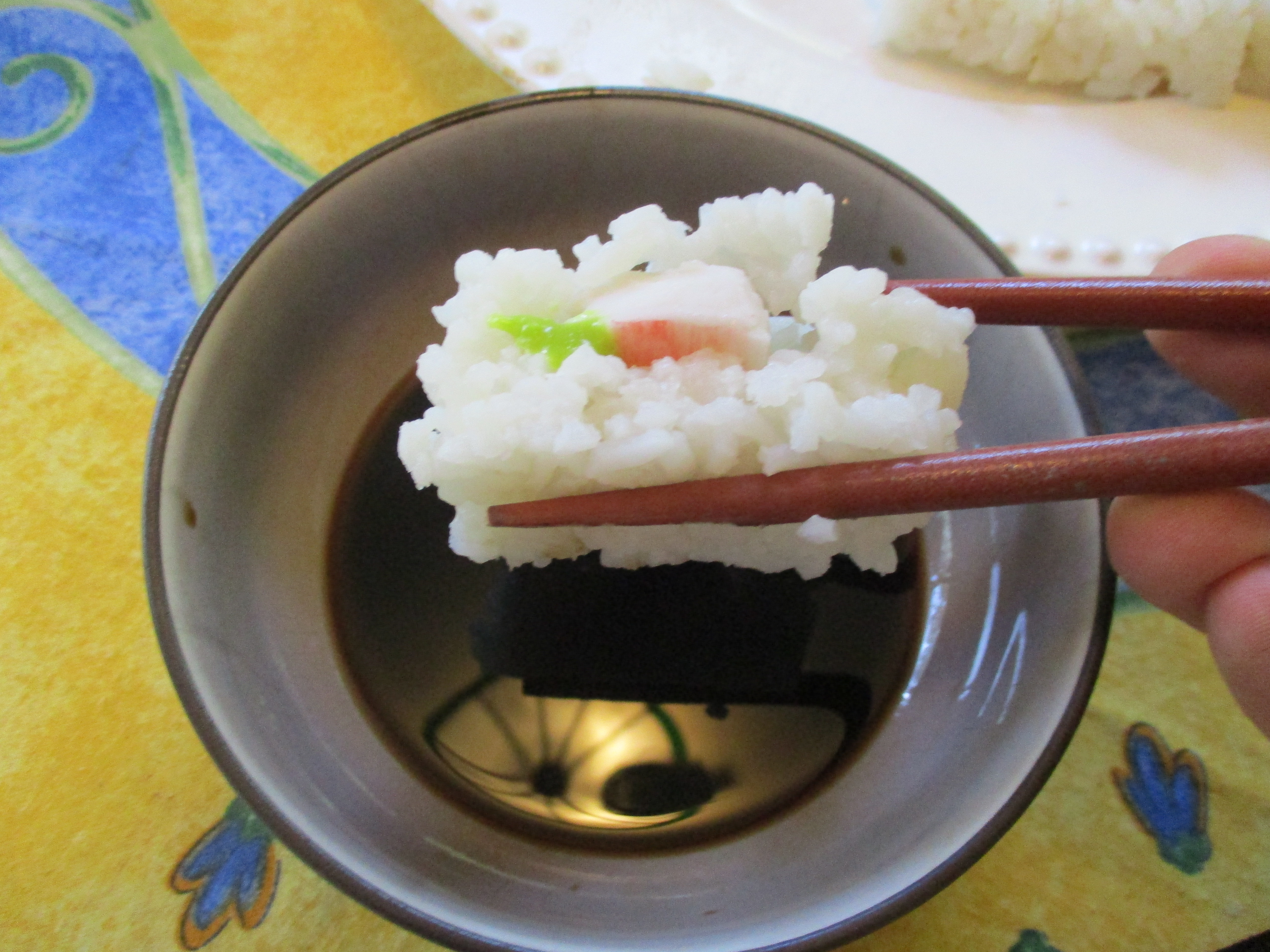
En la gastronomía japonesa, la salsa de soya es un acompañamiento típico para mojar las piezas de sushi.

La salsa para mojar, para acompañar o salsa de mesa, también llamada salsa para dipear o dip (del inglés, dip) es aquel tipo de salsa que se sirve como acompañamiento a un plato y se emplea sumergiendo en ella un alimento generalmente más sólido. Esto lo diferencia de las salsas para cocinar, que se agregan durante el proceso de cocción, y de las salsas para bañar o napar que se vierten sobre el plato justo antes de servirse. Ciertas salsas de acompañamiento son también untables.
Las salsas para mojar generalmente se sirven junto con el plato principal en un recipiente pequeño aparte, o bien en el mismo plato, o bien (particularmente en la comida rápida) en bolsas monodosis.
Algunas recetas no se conciben sin su correspondiente salsa para mojar, bien sea por una costumbre estandarizada o porque fueron diseñadas así, como los nachos y el guacamole, el sushi y la salsa de soya, el cóctel y la salsa cóctel, el tentsuyu al tempura, la fondue o el au jus.

## Lista de salsas
- Ajvar (gastronomía serbia), hecha con pimientos y ajo.
- Au jus (gastronomía francesa), plato acompañado de una salsa espesa.
- Baba ganush (gastronomía levantina), salsa de berenjenas.
- Guacamole (gastronomía mexicana)
- Ketchup (gastronomía global)
- Mayonesa (gastronomía española)
- Mostaza (varias gastronomías)
- Romesco (gastronomía española)
- Salsa de soya (gastronomía asiática)
- Sriracha (gastronomía tailandesa)
- Tentsuyu (gastronomía japonesa)
- Tzatziki (gastronomía griega)
- Cheddar (gastronomía inglesa)
- Barbacoa (gastronomía estadounidense)